# Vitalia Diachenko
Vitalia Anatólievna Diachenko (en ruso: Виталия Анатольевна Дьяченко; Sochi, Rusia, 2 de agosto de 1990) es una tenista rusa. En noviembre de 2014 llegó a ser la número 71 en el ranking de la WTA. En dobles, en 2011, llegó a ser la 60 jugadora del ranking mundial.

## Títulos WTA (1, 0+1)

### Dobles (1)
| Leyenda                                |
| -------------------------------------- |
| Grand Slam (0)                         |
| Juegos Olímpicos (0)                   |
| WTA Tour Championships (0)             |
| P. Mandatory & Premier 5, WTA 1000 (0) |
| Premier, WTA 500 (0)                   |
| International, WTA 250 (1)             |

| N.º | Fecha                    | Torneos | Superficie | Pareja           | Oponentes                         | Resultado |
| --- | ------------------------ | ------- | ---------- | ---------------- | --------------------------------- | --------- |
| 1.  | 17 de septiembre de 2011 | Taskent | Dura       | Eleni Daniilidou | Lyudmyla Kichenok Nadiia Kichenok | 6-4, 6-3  |

#### Finalista (6)
| N.º | Fecha                    | Torneos      | Superficie    | Pareja                | Oponentes                              | Resultado           |
| --- | ------------------------ | ------------ | ------------- | --------------------- | -------------------------------------- | ------------------- |
| 1.  | 15 de febrero de 2009    | Pattaya City | Dura          | Yulia Beygelzimer     | Tamarine Tanasugarn Yaroslava Shvédova | 3-6, 2-6            |
| 2.  | 26 de septiembre de 2009 | Taskent      | Dura          | Ekaterina Dzehalevich | Tatiana Poutchek Olga Govortsova       | 2-6, 7-6(1), [8-10] |
| 3.  | 8 de mayo de 2010        | Estoril      | Tierra batida | Aurélie Védy          | Anabel Medina Sorana Cîrstea           | 1-6, 5-7            |
| 4.  | 2 de agosto de 2010      | Copenhague   | Dura (i)      | Tatiana Poutchek      | Julia Görges Anna-Lena Grönefeld       | 4-6, 4-6            |
| 5.  | 17 de enero de 2015      | Hobart       | Dura          | Monica Niculescu      | Kiki Bertens Johanna Larsson           | 5-7, 3-6            |
| 6.  | 2 de agosto de 2015      | Bakú         | Dura          | Olga Savchuk          | Margarita Gasparyan Alexandra Panova   | 3-6, 5-7            |

## Títulos WTA 125s

### Individual (3)
| N.º | Fecha                   | Torneo | Superficie | Oponente      | Resultado     |
| --- | ----------------------- | ------ | ---------- | ------------- | ------------- |
| 1.  | 9 de noviembre de 2014  | Taipéi | Dura (i)   | Yung-Jan Chan | 1-6, 6-2, 6-4 |
| 2.  | 18 de diciembre de 2019 | Taipéi | Dura (i)   | Tímea Babos   | 6-3, 6-2      |
| 3.  | 12 de diciembre de 2021 | Angers | Dura (i)   | Shuai Zhang   | 6-0, 6-4      |

### Dobles (0)

#### Finalista (1)
| N.º | Fecha               | Torneos | Superficie | Pareja              | Oponentes                  | Resultado |
| --- | ------------------- | ------- | ---------- | ------------------- | -------------------------- | --------- |
| 1.  | 19 de junio de 2022 | Gaiba   | Césped     | Oksana Kalashnikova | Madison Brengle Claire Liu | 4-6, 3-6  |

## Títulos ITF

### Individual: 18
| Legend                       |
| ---------------------------- |
| $100,000 tournaments         |
| $75,000 / 80,000 tournaments |
| $50,000 / 60,000 tournaments |
| $25,000 tournaments          |
| $10,000 tournaments          |

| N.º | Fecha                    | Torneo                      | Superficie    | Rival                      | Resultado           |
| --- | ------------------------ | --------------------------- | ------------- | -------------------------- | ------------------- |
| 1.  | 11 de noviembre de 2007  | Redbridge, Gran Bretaña     | Dura          | Iveta Gerlová              | 6-4, 6-0            |
| 2.  | 20 de diciembre de 2008  | Dubái, United Arab Emirates | Dura          | Urszula Radwańska          | 7-5, 2-6, 7-5       |
| 3.  | 29 de marzo de 2009      | Moscú, Rusia                | Dura          | Vesna Manasieva            | 2-6, 6-3, 4-1, ret. |
| 4.  | 18 de julio de 2010      | Darmstadt, Alemania         | tierra batida | Julia Schruff              | 6-4, 5-7, 6-4       |
| 5.  | 30 de julio de 2011      | Astaná, Kazajistán          | Dura          | Akgul Amanmuradova         | 6-4, 6-1            |
| 6.  | 21 de diciembre de 2013  | Ankara, Turquía             | Dura (i)      | Marta Sirotkina            | 6-7(3), 6-4, 6-4    |
| 7.  | 16 de marzo de 2014      | Sharm El Sheikh, Egipto     | Dura          | Naomi Broady               | 3-6, 6-4, 6-1       |
| 8.  | 27 de julio de 2014      | Astaná, Kazajistán          | Dura          | Çağla Büyükakçay           | 6-4, 3-6, 6-2       |
| 9.  | 13 de septiembre de 2014 | Moscú, Rusia                | tierra batida | Yevguenia Ródina           | 6-3, 6-1            |
| 10. | 14 de junio de 2015      | Surbiton, Gran Bretaña      | hierba        | Naomi Osaka                | 7-6(5), 6-0         |
| 11. | 12 de agosto de 2017     | Chiswick, Gran Bretaña      | Dura          | Viktória Kužmová           | 6-3, 6-4            |
| 12. | 28 de octubre de 2017    | Estambul, Turquía           | Dura (i)      | Jaqueline Cristian         | 6-3, 6-1            |
| 13. | 11 de agosto de 2018     | Chiswick, Gran Bretaña      | Dura          | Valentini Grammatikopoulou | 6-1, 7-5            |
| 14. | 10 de febrero de 2019    | Grenoble, Francia           | Dura (i)      | Harmony Tan                | 6-1, 6-4            |
| 15. | 17 de febrero de 2019    | Shrewsbury, Gran Bretaña    | Dura (i)      | Yanina Wickmayer           | 5-7, 6-1, 6-4       |
| 16. | 26 de marzo de 2019      | Crossy-Beauburg, Francia    | Dura (i)      | Robin Anderson             | 6-2, 6-3            |
| 17. | 9 de abril de 2019       | Bolton, Gran Bretaña        | Dura (i)      | Jodie Burage               | 6-2, 6-2            |
| 18. | 15 de abril de 2019      | Estambul, Turquía           | Dura (i)      | Ankita Raina               | 6-4, 6-0            |

## Actuación en torneosGrand Slam

### Individual
| Torneos                   | 2009 | 2010 | 2011 | 2012 | 2013 | 2014 | 2015 | 2016 | G–P |
| ------------------------- | ---- | ---- | ---- | ---- | ---- | ---- | ---- | ---- | --- |
| Grand Slam                |      |      |      |      |      |      |      |      |     |
| Abierto de Australia      | A    | A    | A    | A    | A    | A    | 1R   | A    | 0–1 |
| Roland Garros             | 2R   | A    | A    | A    | A    | A    | 2R   | 1R   | 2-3 |
| Wimbledon                 | A    | A    | 1R   | A    | A    | A    | 1R   | A    | 0–2 |
| Abierto de Estados Unidos | A    | A    | 1R   | A    | A    | A    | 1R   | 1R   | 0–3 |
| G–P                       | 1–1  | 0–0  | 0–2  | 0–0  | 0–0  | 0–0  | 1–4  | 0–2  | 2–9 |